# Ulrich Sedlag

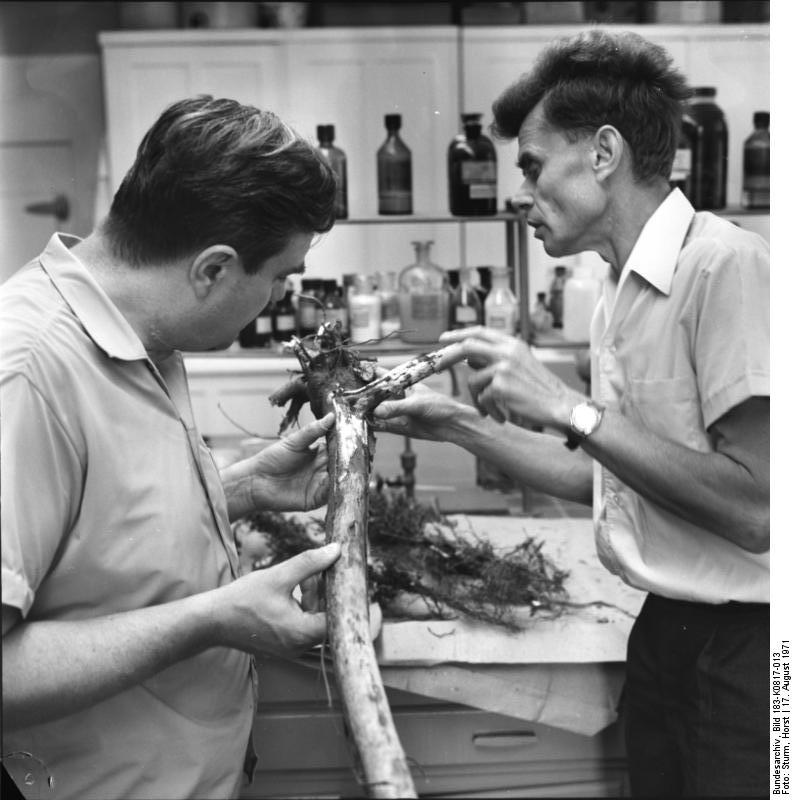
Ulrich Sedlag (r.) 1971 am Institut für Forstwissenschaften Eberswalde

Ulrich Sedlag (* 3. April 1923 in Groß Bellschwitz bei Rosenberg in Westpreußen; † 16. März 2016) war ein deutscher Entomologe und Zoologe.

## Leben
Er wurde als drittes Kind des Pfarrers Karl Sedlag und seiner Ehefrau Luise, geborene Angermann geboren. Die Familie zog 1929 um nach Rastenburg, wo Sedlag seine Schulausbildung erhielt. Das Gymnasium konnte er kriegsbedingt nicht mit dem Abitur abschließen. Nach Reichsarbeitsdienst in Brandenburg und einer Rekrutenzeit in Prag und Königsberg war er im Fronteinsatz in Nordafrika und geriet bei der Kapitulation im Mai 1943 in Kriegsgefangenschaft. Nach seiner Entlassung aus der Kriegsgefangenschaft ging er über München nach Wittenberg zu seinen Eltern, wo er im Kirchlichen Forschungsheim des als Ornithologe und Evolutionsforscher bekannten Pfarrers Otto Kleinschmidt arbeiten konnte. Sedlag wurde ohne Abitur zum Studium zugelassen und hörte von 1946 bis 1948 an der Martin-Luther-Universität Halle-Wittenberg und anschließend bis 1950 an der Universität Jena Vorlesungen zur Biologie, Chemie und Geologie. Nach dem Diplom fand er eine Anstellung in der Biologischen Zentralanstalt in Aschersleben und heiratete Renate Freiin von Willisen († 2001). Nach der Promotion über den Ventraltubus der Collembolen bei Ludwig Freund in Halle wurde er Oberassistent am Zoologischen Institut der Universität Greifswald bei Rolf Keilbach. Sedlag habilitierte sich 1958 mit einer Arbeit über Parasiten von Blattläusen und ging 1960 als Professor an die damalige Technische Hochschule Dresden. Dort bekam er einen Lehrauftrag, wurde Direktor des Instituts für Zoologie, bekam 1964 einen eigenen Lehrstuhl und wurde schließlich Dekan der Mathematisch-Naturwissenschaftlichen Fakultät. Nach der Auflösung der Institute für Zoologie und Botanik in Dresden im Jahre 1967 übernahm Sedlag die Abteilung Forstschutz im Institut für Forstwissenschaften Eberswalde. Die Arbeit dort war für ihn äußerst unbefriedigend. Er schied deshalb 1975 aus dem Staatsdienst aus und wurde freischaffender Autor. In der darauffolgenden Zeit unternahm er umfangreiche Vortragsreisen und wurde Autor zahlreicher Bücher.
Die Deutsche Gesellschaft für allgemeine und angewandte Entomologie ehrte ihn im Jahr 2001 mit der Verleihung der Meigen-Medaille und 2013 mit einer Ehrenmitgliedschaft.

## Bücher (Auswahl)
- Wunderbare Welt der Insekten, Urania-Verlag, 1978
- Tierwelt in Gefahr, Urania-Verlag, 1983, ISBN 978-3-570-09141-8
- Biogeographie, Artbildung, Evolution. Fischer-Verlag, Jena 1987, ISBN 3-334-00030-3. (mit Erich Weinert)
- Tiergeographie. (aus der Reihe „Urania-Tierreich“). Urania, Berlin 1995, ISBN 3-332-00387-9.